# Kim Si-seup
Kim Si-seup (김시습,  金時習, 1435-1493) est un écrivain coréen de la période de Joseon. Il est l'auteur du premier roman coréen, Les contes du mont Geumo, écrit avec des caractères chinois et est aussi connu sous son nom de plume, Maewoldang. 
Enfant prodige, Kim Si-seup est un des six fidèles du roi Danjong qui refusèrent d'entrer au service de son oncle Sejo qui l'avait renversé en 1455. À partir de cette date, il erre à travers le pays, écrivant un poème par jour et priant Bouddha. Il s'installe sur le Namsan à Gyeongju de 1465 à 1472 puis retourne passer quelques années à Séoul, tout d'abord comme moine bouddhiste.

## Autres œuvres
- Sayurok, un recueil de vers montrant les souffrances des paysans et leur colère face à la noblesse yangban.
- Les peines d'un paysan montagnard, poème.
- Le sens de l'amour du peuple, commentaires.
- La théorie des talents, commentaires.
- Thèses sur les démons, commentaires.
- Le recueil de Maewoldang, une compilation de ses œuvres publiée au XVIe siècle par Ro Susin, Pak Sang et Yun Chunnyon.